# جما لاو
جما لاو (به انگلیسی: Jemma Lowe) (زادهٔ ۳۱ مارس ۱۹۹۰) شناگر اهل بریتانیا است.